# Пам'ятник Григорію Сковороді (Харків, педагогічний університет)
Пам'ятник Григорію Сковороді — пам'ятник видатному українському філософу Григорію Савичу Сковороді, встановлений у 2012 році біля навчального корпусу Харківського національного педагогічного університету імені Григорія Сковороди. Скульптор — Сейфаддін Гурбанов. Зазнав пошкодження 6 липня 2022 року в результаті ракетного удару з боку Росії.

## Історія
Пам'ятник було урочисто відкрито 28 вересня 2012 року з нагоди святкування 290-річчя з дня народження Григорія Сковороди.
Пам'ятник розташовувався на площі біля навчального корпусу Харківського національного педагогічного університету імені Григорія Сковороди у Київському районі Харкова на Салтівці.
У ніч на 6 липня 2022 року у корпус Харківського національного педагогічного університету імені Г. С. Сковороди  влучила російська ракета, пам'ятник опинився під завалами.
Скульптуру дістали з-під завалів з незначними тріщинами. Через удар затерлося покриття фігури Григорія Сковороди та пішла тріщина біля руки.